# Пишинале I (Казерта)
Пишинале I је насеље у Италији у округу Казерта, региону Кампанија.
Према процени из 2011. у насељу је живело 18 становника. Насеље се налази на надморској висини од 77 м.